# Emmanuel College (Université de Toronto)
Pour les articles homonymes, voir Emmanuel College.

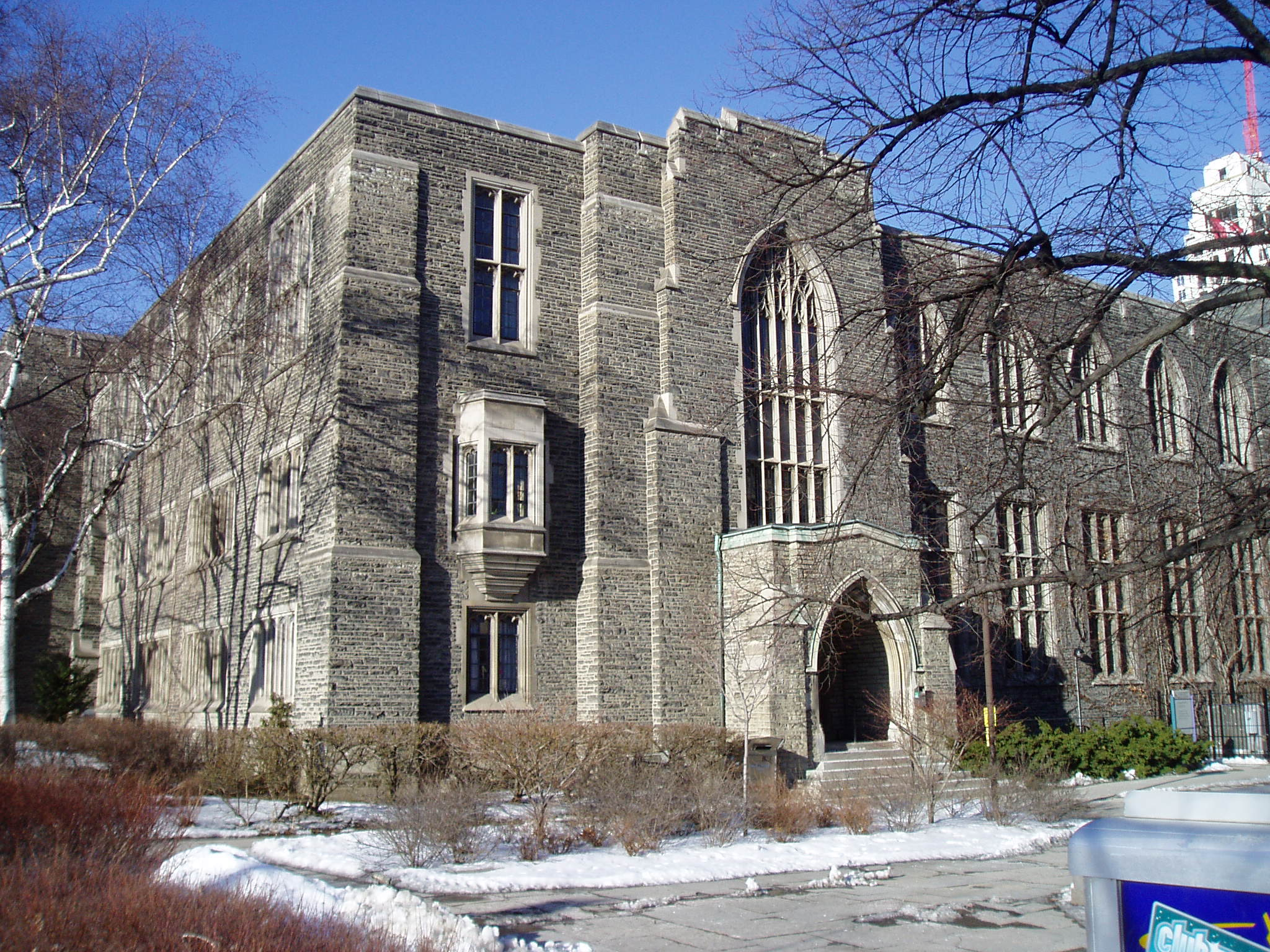
Emmanuel College.

Emmanuel College est le séminaire de l'Église unie du Canada de l'Université Victoria à l'Université de Toronto. C'est une institution membre de l'École de théologie de Toronto.
Lorsque s'est opérée la fusion menant à la création de l'Église unie, un certain nombre de congrégations de l'Église presbytérienne au Canada ont choisi de demeurer en tant que dénomination distincte. Knox College devait servir de séminaire pour la nouvelle église. Toutefois, l'Assemblée législative de l'Ontario en accorda la propriété aux presbytériens qui ont refusé la fusion. Les enseignants ainsi que la plupart des étudiants quittèrent donc Knox College pour former Union College, devenu Emmanuel College lors de la fusion avec Victoria College.

## Source
- (en) Cet article est partiellement ou en totalité issu de l’article de Wikipédia en anglais intitulé « Emmanuel College, University of Toronto » (voir la liste des auteurs).